# ウィリアム・ウテルモーレン

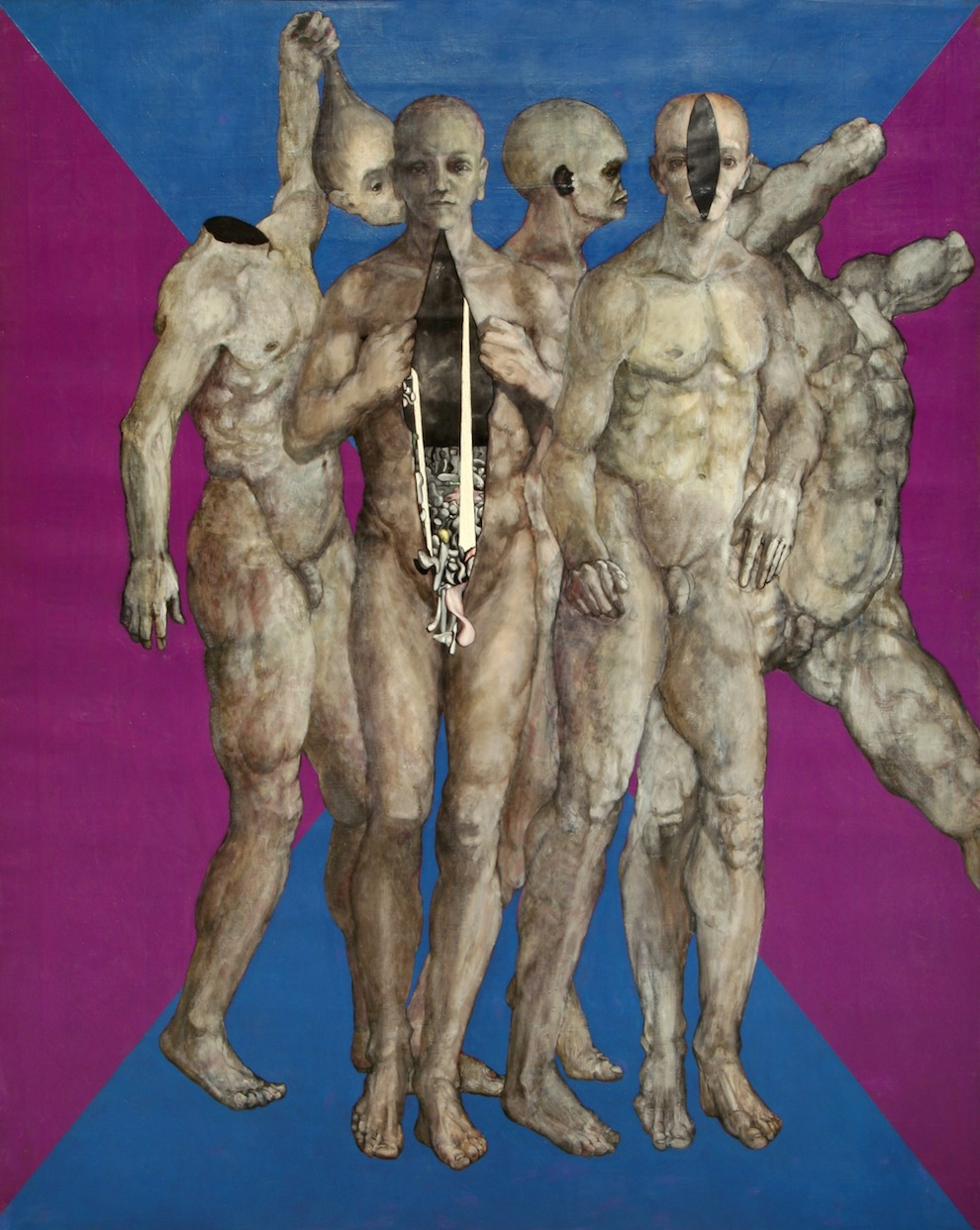
1966年の絵画

ウィリアム・チャールズ・ウテルモーレンまたウテーメーレン（William Charles Utermohlen、1933年12月5日 - 2007年3月21日）は、アメリカ出身の画家。
1991年頃から進行性の記憶喪失を発症し、「アルツハイマー画家」の代表者と言われる。

## 概要
ドイツ人の両親でアメリカ合衆国ペンシルバニア州フィラデルフィアにて生まれる。ある時から趣味として絵画を書き始めた。しかし、前述の通り1991年から記憶喪失を発症し、病気の進行に伴いどんどん画風が崩れてゆく。この不気味な絵画から検索してはいけない言葉の1つにもなっている。2007年にイギリスロンドンのHammersmith_Hospitalで亡くなる。73歳だった。初期の作品について、医学者のジェイムズ・M・シュトゥーベンラウフは、「熱狂的で、時にはシュールレアリズム的なスタイルの表現主義」と評している。